# THE ONE (SOLIDEMOの曲)
「THE ONE」（ザ ワン）は、2014年4月16日にavex traxから発売されたSOLIDEMOのメジャーデビューシングル。

## 概要
男性8人組音楽グループSOLIDEMOのメジャーデビューシングル。「CD+DVD SOLID盤」、「CDシングル EMO盤」、「mu-moショップ＆イベント会場限定セット【CD8枚組セット】」、「mu-moショップ・イベント会場限定盤」の4形態で発売。
「THE ONE」は2013年12月8日 SOLIDEMO LIVE SPECIALにてメジャーデビュー決定の発表とともにデビュー曲としてファンに初披露された。また、同曲は2014年4月よりBSフジ・フジテレビTWOほかで放送されるドラマ『ファースト・クラス・ガールズ』の主題歌となっている。
SOLID盤及びEMO盤に収録されている「Next to you」は2013年11月7日 SOLIDEMO LIVE vol.14にて初披露された。また、同曲は2014年1月より東海テレビ放送・フジテレビ系列『花嫁のれん』のエンディングテーマとなっている。
なお、「mu-moショップ＆イベント会場限定セット【CD8枚組セット】（AVC1-48890〜7）」は スリーブ仕様、ジャケットC - J（メンバーソロ8パターン）、ピクチャーレーベルA - H（メンバーソロ8パターン）となっており、「mu-moショップ＆イベント会場限定盤（AVC1-48889）」は ジャケットI（AVC1-48889オリジナルジャケット）、ピクチャーレーベルA - Hより1種ランダム（AVC1-48890〜7と共通。指定購入不可）である。

## 収録内容

### [CD+DVD] SOLID盤
品番：AVCD-48887/B
CD
1. THE ONE
  - 作詞：Kanata Okajima、作曲：Caroline Gustavsson,TAKAROT,Kanata Okajima、編曲：TAKAROT

2. Next to you
  - 作詞：Kenji Kabashima、作曲：SiZK/Kenji Kabashima、編曲：Takayuki Hijikata

3. THE ONE(Instrumental)
4. Next to you(Instrumental)

DVD
1. THE ONE(Music Video)
2. THE ONE(Off Shot)

### [CDシングル] EMO盤
品番：AVCD-48888
1. THE ONE
2. Next to you

### [CDシングル] mu-moショップ＆イベント会場限定セット【CD8枚組セット】
品番：AVC1-48890〜7 
1. THE ONE

### [CDシングル] mu-moショップ＆イベント会場限定盤
品番：AVC1-48889
1. THE ONE

## タイアップ
| 起用年 | 楽曲        | タイアップ                                                                         |
| ------ | ----------- | ---------------------------------------------------------------------------------- |
| 2014年 | Next to you | 東海テレビ放送・フジテレビ系列 『花嫁のれん』エンディングテーマ（2014年1月-3月 ）  |
| 2014年 | THE ONE     | 全国27局ネット『Girls TV! feat.SUPER☆GiRLS』エンディングテーマ（2014年4月-6月 ）   |
| 2014年 | THE ONE     | BSフジ・フジテレビTWOほか 『ファースト・クラス・ガールズ』主題歌（2014年4月-6月 ） |

## イベント

### 定期ライブ
| 日程                                                                            | 公演名                             | 会場          | 備考 |
| ------------------------------------------------------------------------------- | ---------------------------------- | ------------- | --- |
| 2014年1月16日・23日・30日・2月6日・20日・27日・3月6日・13日・27日・4月3日・11日 | SOLIDEMO LIVE vol.23 - 33          | SHIBUYA DESEO | 会場限定予約特典会開催。SOLID盤もしくはEMO盤予約者は握手券1枚、8枚組セット予約者は好きなメンバーとの2ショット撮影券1枚を配布。また、購入数によりメンバー8人全員もしくは指定のメンバー1名のサイン色紙プレゼント。           |
| 2014年4月16日・25日・5月1日・15日・22日・6月5日・12日・26日                     | SOLIDEMO LIVE vol.34 - 38、40 - 42 | SHIBUYA DESEO | 定期ライブ後、会場限定特典会開催。SOLID盤もしくはEMO盤購入者は握手券1枚、8枚組セット購入者は好きなメンバーとの2ショット撮影券1枚を配布。また、購入数によりメンバー8人全員もしくは指定のメンバー1名のサイン色紙プレゼント。 |
| 2014年10月5日                                                                   | SOLIDEMO LIVE vol.55               | SHIBUYA DESEO | 購入者特典会開催。「THE ONE」SOLID盤、EMO盤、CD8枚組セット、「Heroine」SOLID盤、EMO盤、ミュージックカード8枚セットもしくは生写真購入者に握手券1枚を配布。                                                                  |
| 2014年10月16日・23日                                                            | SOLIDEMO LIVE vol.56 - 57          | SHIBUYA DESEO | 購入者特典会開催。「THE ONE」SOLID盤、EMO盤、CD8枚組セット、「Heroine」SOLID盤、EMO盤、ミュージックカード8枚セットもしくはグッズ（ゴムブレスを除く）購入者に握手券1枚を配布。                                              |

### プロモーションイベント
| 日程          | 公演名                                                                                               | 会場                     | 備考                                                    |
| ------------- | --- | ------------------------ | ------------------------------------------------------- |
| 2014年2月11日 | SOLIDEMO 1stシングル「THE ONE」発売記念 予約購入特典イベント【チェキ会・握手会】                     | SHIBUYA DESEO            | 3部制。ミニライブ＋特典会。（特典会は定期ライブと同じ） |
| 2014年2月23日 | 「THE ONE」発売記念インストアイベント＠イトーヨーカドー東大和店                                      | イトーヨーカドー東大和店 | ミニライブ+特典会。（特典会は握手会のみ）               |
| 2014年3月9日  | 「THE ONE」発売記念インストアイベント＠トレッサ横浜・センターガーデンステージ                        | トレッサ横浜             | ミニライブ+特典会（特典会は握手会のみ）。               |
| 2014年3月21日 | SOLIDEMO 1stシングル「THE ONE」発売記念 予約購入特典イベント【チェキ会・握手会】                     | SHIBUYA DESEO            | 3部制。ミニライブ＋特典会。（特典会は定期ライブと同じ） |
| 2014年3月29日 | 「THE ONE」発売記念インストアイベント＠イオン茨木                                                    | イオン茨木               | 2部制。ミニライブ+特典会。（特典会は握手会のみ）        |
| 2014年3月30日 | 「THE ONE」発売記念インストアイベント＠あべのHoop                                                    | あべのHoop               | 2部制。ミニライブ+特典会。（特典会は握手会のみ）        |
| 2014年4月12日 | SOLIDEMO 1stシングル「THE ONE」発売記念 予約購入特典イベント【握手会・チェキ会・サイン色紙お渡し会】 | エイベックス本社         | 特典会。（特典会は定期ライブと同じ）                    |
| 2014年4月13日 | SOLIDEMO 1stシングル「THE ONE」発売記念 予約購入特典イベント【サイン色紙お渡し会・チェキ会・握手会】 | SHIBUYA DESEO            | 3部制。ミニライブ＋特典会。（特典会は定期ライブと同じ） |
| 2014年4月19日 | SOLIDEMO「THE ONE」発売記念イベント＠IKSPIARI                                                        | イクスピアリ             | 2部制。ミニライブ＋特典会。（特典会は握手会のみ）       |
| 2014年4月27日 | 「THE ONE」発売記念インストアイベント ＠ラゾーナ川崎プラザ                                           | ラゾーナ川崎プラザ       | 2部制。ミニライブ＋特典会。（特典会は握手会のみ）       |

### ソリポデビューイベント
ソリポ会員限定イベント。いずれも応募抽選方式。応募1口につきソリポ100ポイントが必要。
| 日程          | イベント名                                 | 会場            | 内容                                                                                 |
| ------------- | ------------------------------------------ | --------------- | ------------------------------------------------------------------------------------ |
| 2014年5月1日  | ソリトーーク！〜第一回SOLIDEMO裏話トーク〜 | SHIBUYA DESEO   | SOLIDEMOの裏話をメンバー8人のトークショー形式で。                                    |
| 2014年5月3日  | ソリカフェ！〜午後のお茶会〜               | Cream Baby Café | メンバーとのお茶会。メンバー8人が2名ずつに分かれ、好きなメンバーの出演する回に参加。 |
| 2014年5月3日  | テルディーモ！〜ふたりの秘密の生電話〜     |                 | SOLIDEMOのお好きなメンバーとのシークレット生電話。                                   |
| 2014年5月15日 | ソリトーーク！〜第二回SOLIDEMO裏話トーク〜 | SHIBUYA DESEO   | SOLIDEMOの裏話をメンバー8人のトークショー形式で。                                    |

### その他イベント
- 2014年1月26日 第18回沖直実のいい男祭りにて予約購入特典握手会実施。（MUSE HALL）
- 2014年2月8日 第3回イケメン横丁祭!!にて予約購入特典握手会実施。（TSUTAYA O-EAST）
- 2014年3月2日 新星堂リニューアルオープンイベント＠キャナルシティ博多にてミニライブ+予約購入特典握手会実施。（新星堂キャナルシティ博多）
- 2014年3月8日 新星堂 国分寺駅ビル店1日店長。予約購入者に握手実施[6][7]。（新星堂 国分寺駅ビル店）
- 2014年4月5日 イケメン’s FESTIVAL！にて予約購入特典握手会実施。（サンシャインシティ アルパ 噴水広場）
- 2014年4月20日 新星堂3店舗1日店長。購入者に握手会実施。 アルカキット錦糸町店（向山・佐脇・中山・木全）、Tea for Two R.立川店（渡部・佐々木・山口・手島）、国分寺駅ビル店（全員）[8]。
- 2014年4月29日 東京ガールズコレクションin福島 2014 supported by XEBIO GROUPにて購入特典握手実施[9][10]。（ビッグパレットふくしま）
- 2014年10月28日・29日 長沼静きもの学院2014学院祭Dreams（椿山荘）にて購入者特典会（握手会）実施。
- 2014年10月30日、第五回東京ボーイズコレクション（国立代々木第二体育館）にて購入者特典会（握手会）実施。